# Washington (Virgínia)
Washington és una població dels Estats Units a l'estat de Virgínia. Segons el cens del 2000 tenia 183 habitants.

## Demografia
Segons el cens del 2000, Washington tenia 183 habitants, 88 habitatges, i 49 famílies. La densitat de població era de 271,8 habitants per km².
Dels 88 habitatges en un 15,9% hi vivien nens de menys de 18 anys, en un 47,7% hi vivien parelles casades, en un 4,5% dones solteres, i en un 44,3% no eren unitats familiars. En el 36,4% dels habitatges hi vivien persones soles el 8% de les quals corresponia a persones de 65 anys o més que vivien soles. El nombre mitjà de persones vivint en cada habitatge era de 2,08 i el nombre mitjà de persones que vivien en cada família era de 2,69.
Per edats la població es repartia de la següent manera: un 14,2% tenia menys de 18 anys, un 7,1% entre 18 i 24, un 21,3% entre 25 i 44, un 37,7% de 45 a 60 i un 19,7% 65 anys o més.
L'edat mediana era de 50 anys. Per cada 100 dones de 18 o més anys hi havia 68,8 homes.
La renda mediana per habitatge era de 53.125 $ i la renda mediana per família de 61.250 $. Els homes tenien una renda mediana de 40.417 $ mentre que les dones 19.063 $. La renda per capita de la població era de 29.265 $. Entorn del 5,8% de les famílies i l'11,2% de la població estaven per davall del llindar de pobresa.

## Poblacions més properes
El següent diagrama mostra les poblacions més properes.